# خيثمة بن أبي خيثمة البصري
خيثمة بن أبي خيثمة البصري واسمه عبد الرحمن، وكنيته أبو نصر، تابعي ومُحدِّث سكن البصرة، روى له التِّرْمِذِيّ والنَّسَائي.

## روايته للحديث النبوي
- روى عن: أنس بن مالك، والحسن البصري.
- روى عنه: بشير بن سلمان أَبُو إِسْمَاعِيل، وبلال بن مرداس الفزاري، وجابر بن يزيد الجعفي، وسليمان الأعمش، ومنصور بن المعتمر.[1]
- الجرح والتعديل: ذكره ابن حبان في كتاب الثقات، وقال يحيى بن معين: «ليس بشيءٍ»، روى له التِّرْمِذِيّ والنَّسَائي.[1]